# Shōzō Makino
Shōzō Makino (jap. 牧野 正蔵 Makino Shōzō) (ur. 15 maja 1915 w Shizouce, zm. 12 lutego 1987) – japoński pływak, srebrny medalista z Los Angeles (1932) oraz brązowy medalista z Berlina (1936).

## Kariera
30 sierpnia 1931, jako student szkoły średniej, ustanowił nowy rekord świata na dystansie 800 metrów stylem dowolnym (10:16,6). Był wicemistrzem olimpijskim na dystansie 1500 m stylem dowolnym letnich igrzysk olimpijskich w Los Angeles 1932. Na kolejnych igrzyskach w Berlinie zdobył brązowy medal na dystansie 400 m stylem dowolnym letnich igrzysk olimpijskich.